# Croton iteophyllus
Espèce
Croton iteophyllus est une espèce de plantes à fleurs du genre Croton et de la famille des Euphorbiaceae présente au Viêt Nam.
Il a pour synonyme :
- Croton salicifolius, Gagnep., 1925